# 贞寿桥
贞寿桥位于中国浙江省宁波市鄞州区东吴镇天童林场森林公园，民国桥梁，因1930年圆瑛大师和赵安浩之父途经该桥时，圆瑛题写桥名向其祝寿而得名，南北向横跨山涧小溪，为单孔水泥拱桥，长2.04米，宽1.93米，拱圈高0.78米，横跨2米，由自然块石叠砌而成，2010年9月公布为鄞州区文物保护单位:429。